# Nuoto ai campionati mondiali di nuoto 2013 - 200 metri rana femminili
Le qualifiche per la semifinale si sono svolte la mattina del 1º agosto 2013, mentre la semifinale si è svolta la sera dello stesso giorno. La finale, invece, si è svolta la sera del 2 agosto 2013.

## Medaglie
| Posizione | Atleta                | Paese       |
| --------- | --------------------- | ----------- |
| Oro       | Julija Efimova        | Russia      |
| Argento   | Rikke Møller Pedersen | Danimarca   |
| Bronzo    | Micah Lawrence        | Stati Uniti |

## Record
Prima della manifestazione il record del mondo (WR) e il record dei campionati (CR) erano i seguenti.
| Record mondiale       | 2'19"59 | Rebecca Soni Stati Uniti | 2 agosto 2012 Londra, Regno Unito |
| Record dei campionati | 2'20"12 | Annamay Pierse Canada    | 30 luglio 2009 Roma, Italia       |

Durante la competizione sono stati battuti i seguenti record:
| Data      | Evento     | Atleta                | Nazione   | Tempo   | Record                                  |
| --------- | ---------- | --------------------- | --------- | ------- | --------------------------------------- |
| 1º agosto | Semifinale | Rikke Møller Pedersen | Danimarca | 2'19"11 | Record mondiale · Record dei campionati |

## Risultati

### Batterie
| Pos. | Batteria | Corsia | Atleta                    | Nazionalità        | Tempo   | Note |
| ---- | -------- | ------ | ------------------------- | ------------------ | ------- | ---- |
| 1    | 2        | 5      | Micah Lawrence            | Stati Uniti        | 2'21"74 | Q    |
| 2    | 4        | 4      | Rikke Møller Pedersen     | Danimarca          | 2'22"20 | Q    |
| 3    | 2        | 4      | Julija Efimova            | Russia             | 2'23"13 | Q    |
| 4    | 4        | 5      | Rie Kanetō                | Giappone           | 2'23"91 | Q    |
| 5    | 2        | 6      | Marina García Urzainqui   | Spagna             | 2'24"21 | Q    |
| 6    | 3        | 6      | Viktoriya Solnceva        | Ucraina            | 2'24"65 | Q    |
| 7    | 3        | 2      | Shi Jinglin               | Cina               | 2'25"73 | Q    |
| 8    | 3        | 5      | Martha McCabe             | Canada             | 2'25"91 | Q    |
| 9    | 3        | 7      | Jessica Vall              | Spagna             | 2'26"62 | Q    |
| 10   | 4        | 3      | Breeja Larson             | Stati Uniti        | 2'26"90 | Q    |
| 11   | 3        | 4      | Satomi Suzuki             | Giappone           | 2'27"31 | Q    |
| 12   | 3        | 3      | Sally Foster              | Australia          | 2'27"41 | Q    |
| 13   | 2        | 7      | Back Su-Yeon              | Corea del Sud      | 2'27"47 | Q    |
| 14   | 2        | 3      | Yang Ji-Won               | Corea del Sud      | 2'27"78 | Q    |
| 15   | 3        | 8      | Jenna Laukkanen           | Finlandia          | 2'28"04 | Q    |
| 16   | 4        | 7      | Hrafnhildur Lúthersdóttir | Islanda            | 2'28"12 | Q    |
| 17   | 4        | 8      | Hannah Miley              | Gran Bretagna      | 2'28"15 |      |
| 18   | 4        | 1      | Martina Moravčíková       | Rep. Ceca          | 2'28"35 |      |
| 19   | 4        | 6      | Joline Hostman            | Svezia             | 2'28"41 |      |
| 20   | 2        | 8      | Fiona Doyle               | Irlanda            | 2'30"49 |      |
| 21   | 4        | 2      | Tera van Beilen           | Canada             | 2'31"34 |      |
| 22   | 2        | 1      | Alia Atkinson             | Giamaica           | 2'31"49 |      |
| 23   | 1        | 5      | Siow Yi Ting              | Malaysia           | 2'31"99 |      |
| 24   | 1        | 4      | Samantha Louisa Yeo       | Singapore          | 2'32"55 |      |
| 25   | 2        | 9      | Esther González           | Messico            | 2'32"82 |      |
| 26   | 4        | 9      | Julia Sebastián           | Argentina          | 2'32"88 |      |
| 27   | 3        | 9      | Alona Ribakova            | Lettonia           | 2'33"07 |      |
| 28   | 1        | 6      | Maria Romanjuk            | Estonia            | 2'33"48 |      |
| 29   | 2        | 0      | Raminta Dvariškytė        | Lituania           | 2'33"84 |      |
| 30   | 2        | 2      | Hanna Dzerkal'            | Ucraina            | 2'34"06 |      |
| 31   | 1        | 3      | Tara-Lynn Nicholas        | Sudafrica          | 2'34"41 |      |
| 32   | 4        | 0      | Ioana Alexandra Popa      | Romania            | 2'34"66 |      |
| 33   | 1        | 2      | Daniela Lindemeier        | Namibia            | 2'37"47 |      |
| 34   | 1        | 7      | Irene Chrysostomou        | Cipro              | 2'39"65 |      |
| 35   | 1        | 8      | Barbara Vali-Skelton      | Papua Nuova Guinea | 2'47"99 |      |
| 36   | 1        | 0      | Anum Bandey               | Pakistan           | 2'55"65 |      |
|      | 3        | 0      | Lisa Zaiser               | Austria            |         | DSQ  |
|      | 1        | 1      | Thingoc Quynh Ngo         | Vietnam            |         | DNS  |
|      | 3        | 1      | Caroline Ruhnau           | Germania           |         | DNS  |

### Semifinali

#### Semifinale 1
| Pos. | Corsia | Atleta                    | Nazionalità   | Tempo   | Note |
| ---- | ------ | ------------------------- | ------------- | ------- | ---- |
| 1    | 4      | Rikke Møller Pedersen     | Danimarca     | 2'19"11 | Q    |
| 2    | 5      | Rie Kanetō                | Giappone      | 2'23"28 | Q    |
| 3    | 7      | Sally Foster              | Australia     | 2'24"14 | Q    |
| 4    | 3      | Viktoriya Solnceva        | Ucraina       | 2'24"19 | Q    |
| 5    | 6      | Martha McCabe             | Canada        | 2'24"68 | Q    |
| 6    | 2      | Breeja Larson             | Stati Uniti   | 2'26"22 |      |
| 7    | 1      | Yang Ji-Won               | Corea del Sud | 2'27"67 |      |
| 8    | 8      | Hrafnhildur Lúthersdóttir | Islanda       | 2'29"30 |      |

#### Semifinale 2
| Pos. | Corsia | Atleta                  | Nazionalità   | Tempo   | Note |
| ---- | ------ | ----------------------- | ------------- | ------- | ---- |
| 1    | 5      | Julija Efimova          | Russia        | 2'19"85 | Q    |
| 2    | 3      | Marina García Urzainqui | Spagna        | 2'22"88 | Q    |
| 3    | 4      | Micah Lawrence          | Stati Uniti   | 2'23"23 | Q    |
| 4    | 6      | Shi Jinglin             | Cina          | 2'25"52 |      |
| 5    | 1      | Back Su-Yeon            | Corea del Sud | 2'25"61 |      |
| 6    | 7      | Satomi Suzuki           | Giappone      | 2'25"77 |      |
| 7    | 2      | Jessica Vall            | Spagna        | 2'27"00 |      |
| 8    | 8      | Jenna Laukkanen         | Finlandia     | 2'29"86 |      |

### Finale
| Pos. | Corsia | Atleta                  | Nazionalità | Tempo   | Note             |
| ---- | ------ | ----------------------- | ----------- | ------- | ---------------- |
|      | 5      | Julija Efimova          | Russia      | 2'19"41 | Record nazionale |
|      | 4      | Rikke Møller Pedersen   | Danimarca   | 2'20"08 |                  |
|      | 6      | Micah Lawrence          | Stati Uniti | 2'22"37 |                  |
| 4    | 2      | Rie Kanetō              | Giappone    | 2'22"96 |                  |
| 5    | 1      | Viktoriya Solnceva      | Ucraina     | 2'23"01 | Record nazionale |
| 6    | 3      | Marina García Urzainqui | Spagna      | 2'23"55 |                  |
| 7    | 7      | Sally Foster            | Australia   | 2'24"01 |                  |
| 8    | 8      | Martha McCabe           | Canada      | 2'25"21 |                  |